# Susume! Taisen Puzzle-Dama
Susume! Taisen Puzzle-Dama (進め！対戦 ぱずるだま Susume! Taisen Pazuru-Dama?, lit. "¡Al Ataque! La Guerra del Puzzle") es un videojuego de puzle de Konami publicado como arcade y para PlayStation en marzo de 1996. Es un título de la serie de puzles Taisen Puzzle-Dama.

## Legado
- Momo-Chan de Susume! Taisen Puzzle-Dama aparece el juego de estrategia, Paro Wars.